# Killik, Döşemealtı
Killik là một xã thuộc huyện Döşemealtı, tỉnh Antalya, Thổ Nhĩ Kỳ. Dân số thời điểm năm 2011 là 1.068 người.